# Slab Point
Der Slab Point (englisch für Steinplattenspitze) ist eine felsige und bis zu 7 m hohe Landspitze an der Nordostküste der Livingston-Insel im Archipel der Südlichen Shetlandinseln. Am nordöstlichen Ufer der Hero Bay trennt sie die  Charybdis Cove im Nordosten von der Eliseyna Cove im Südwesten.
Das UK Antarctic Place-Names Committee benannte sie 1998 nach einem nach Norden einfallenden Lagergang im Gesteinsverband der Landspitze.